# Міс Земля

Логотип конкурсу

Міс Земля (англ. Miss Earth) — один з найпрестижніших конкурсів краси у світі разом з Міс Всесвіт, Міс Світу і Міс Інтернешнл. Кількість учасниць конкурсу вважається рекордною серед всіх конкурсів краси першого рівня.
Окрім головної номінації, три фіналістки також отримують звання за назвами інших стихій: Міс Повітря (англ. Miss (Earth) Air) (2-е місце), Міс Вода (англ. Miss (Earth) Water) (3-е) та Міс Вогонь (англ. Miss (Earth) Fire) (4-е). Усі чотири дівчини отримують нагороди у вигляді прикрас, які в грошовому еквіваленті відповідають їхньому місцю: переможниця найдорожчу нагороду, Міс Повітря дешевшу і так далі. Це єдиний конкурс з «Великої четвірки», де існують нагороди не тільки переможниці.

## Переможниці
| Рік  | Країна                           | Міс Земля           | Національний титул             | Фотографія | Місце проведення        |
| ---- | -------------------------------- | ------------------- | ------------------------------ | ---------- | ----------------------- |
| 2012 | Чехія                            | Тереза Файксова     | Міс Земля Чехія                |            | Мунтінлупа, Філіппіни   |
| 2011 | Еквадор                          | Ольга Алава         | Міс Земля Еквадор              |            | Кесон-Сіті, Філіппіни   |
| 2010 | Індія                            | Ніколь Фаріа        | Феміна Міс Індія               |            | Нячанг, В'єтнам         |
| 2009 | Бразилія                         | Ларисса Рамос       | Белеса Бразилія                |            | Боракай, Філіппіни      |
| 2008 | Філіппіни                        | Карла Генрі         | Міс Філіппіни Земля            |            | Ангелес Сіті, Філіппіни |
| 2007 | Канада                           | Джессіка Тріско     | Міс Земля Канада               |            | Кесон-Сіті, Філіппіни   |
| 2006 | Чилі                             | Іл Ернандес         | Міс Земля Чилі                 |            | Маніла, Філіппіни       |
| 2005 | Венесуела                        | Алексанра Браун     | Міс Земля Венесуела            |            | Кесон-Сіті, Філіппіни   |
| 2004 | Бразилія                         | Присцилла Мейреллеш | Белеса Бразилія                |            | Кесон-Сіті, Філіппіни   |
| 2003 | Гондурас                         | Даніа Прінс         | Міс Земля Гонудрас             |            | Кесон-Сіті, Філіппіни   |
| 2002 | Боснія і Герцеговина (звільнена) | Джейла Главович     | Міс Земля Боснія і Герцеговина |            | Пасай-Сіті, Філіппіни   |
| 2002 | Кенія                            | Вінфред Омвакве     | Міс Земля Кенія                |            | Пасай-Сіті, Філіппіни   |
| 2001 | Данія                            | Катаріна Свенссон   | Міс Земля Данія                |            | Кесон-Сіті, Філіппіни   |